# 회색항구
회색항구(The grey Havens)는 팔라스림의 영주 키르단이 머무르는 땅이다. 린돈과 근접한 곳이며, 사우론을 비롯한 악의 세력에 파괴되지 않은 안식처다.
태양의 2시대 살아남은 키르단이 자기 세력을 모아 청색산맥 너머로 정착해 항구를 세웠고 여러 사람들을 실어나르는 거점으로 활발히 사용된다.
간달프, 사루만을 비롯한 발라의 사자, 이스타리 5명은 발리노르에서 이곳을 통해 가운데땅에 도착했다. 또한, 갈라드리엘, 엘론드, 간달프, 빌보, 프로도 그리고 샘이 가운데땅을 떠나 발리노르로 배를 타고 향할 때 이곳을 통해 떠났다.
이는 키르단이 선박을 이용하고자 하는 이는 인간이나 요정 누구나 태워주었고 심지어 그 외에 존재도 회색항구를 이용하여 바다를 오고가게 해준 이유 때문이었다.
소설에서는 사우론이 만약 가운데땅을 정복한다 할지라도 최후의 순간까지 남아있을 곳 중에 한 곳으로 거론되기도 했다.